# رواية بلينسونغ
بلينسونغ هي الرواية الأكثر مبيعاً، للمؤلف كينت حاروف.
تبدأ الأحداث في مدينه هولت الخياليه بولايه كولورادو، وهي تحكي القصص المتداخله لبعض السكان. .
يأتي العنوان من نوع الموسيقى البسيطه الغير مزينه التي تُغنى في الكنائس المسيحية، وهي مرجع لكل من إعداد الفرقة الموسيقيه الامريكيه والأسلوب البسيط للكتابه.
تم عرض الرواية في عام 2004 في برنامج مختارات على التلفاز في قناه سي بي سي.
انها السلسلة الأولى من الثلاثيه والروايتان المتبقيتان هم في آخر النهار ومنح البركة.

## تلخيص المؤامرة
يتابع الكتاب الحديث عن عده قصص لعائلات في بلده صغيره في شرق كولورادو. ماجي هي الرابط بين العديد من الشخصيات وخيوط الرواية الأخرى. تقدم فيكتوريا للأخوين ماكفيرون ولديها علاقه رومانسيه مع توم.

## الشخصيات الرئيسية
- توم جوثري مدرس تاريخ تزداد زوجته بعداً عنه (شخصيه غير مباليه).
- آيك وبوبي أبناء توم الصغار الذين يناضلون من اجل هجر وترك والدتهم.
- فيكتوريا روبيدو إحدى تلاميذ توم في سن المراهقة. عندما حملت فيكتوريا، أجبرتها امها المدمنه على الكحول على مغادره المنزل. تسمح لها ماجي جونز بالعيش معها حتى يخافها والد جونز المسن ثم يذهب بعد ذلك للعيش مع عائله ماكفيرون.
- ريموند وهارولد ماكفيرون مزارعان حاصلان على البكالويوس اللذان يعطيان فيكتوريا منزلاً ويهتمان بها.
- ماجي جونز معلمه أخرى في المدرسة المحلية وهي أول من استقبلت فيكتوريا ولكن فيكتوريا تغادر بسبب سلوك والد ماجي.

## استقبال النقد
و صفتها صحيفه نيويورك تايمز بأنها «روايه صلبه للغايه، غير معقده وجميله للغايه، لديها القدرة على تمجيد القارئ.» ووصف صالون قراءه الكتاب بأنها «مثل أن تكون في طائره صغيره تقاد بخبره وتجد نفسك تحلق قليلاً وعلى نحو سلس فوق العالم المدهش فجأه أدناه.»
فازت رواية بلينسونغ بجائزه بائعي الكتب في الجبال والسهول وجائزه لوس أنجلوس تايمز للكتاب وكر للكتاب.

## روابط أخرى
- تعرف على الكتاب: كينت حاروف بارنز وملف تعريف نوبل ومقابلة
- مراجعة كتاب: Plainsong Salon.com ، ماريا روسو، 18 أكتوبر 1999